# 354
Évszázadok: 3. század – 4. század – 5. század
Évtizedek: 300-as évek – 310-es évek – 320-as évek – 330-as évek – 340-es évek – 350-es évek – 360-as évek – 370-es évek – 380-as évek – 390-es évek – 400-as évek
Évek: 349 – 350 – 351 – 352 –  353 – 354 – 355 – 356 – 357 – 358 – 359

## Események

### Római Birodalom
- II. Constantius császárt és Constantius Gallus caesart választják consulnak.
- Constantius császár sikeres hadjáratot vezet az alemannok ellen és Rómának kedvező békét kényszerít rájuk.
- Constantius császár Gallusba vetett bizalma meginog a kormányzását illető panaszok miatt. Csökkenti a rábízott csapatok számát és elküldi hozzá Domitianus praetorianus prefectust, hogy küldje Gallust Itáliába. Domitianust (valamint Montius Magnus quaestort) Gallus lázadás szításával vádolja és felbujtására a katonái meggyilkolják őket.
- Constantius lázadástól tart és magához rendeli előbb Gallus hadvezérét, Ursicinust, majd magát Gallust. Gallus útnak indul, de miután felesége, Constantia (Constantius nővére) Kis-Ázsiában meghal, visszatér Antiochiába.
- Constantius megígéri Gallusnak, hogy társcsászárrá (augustus) nevezi ki. Gallus ismét elindul és útközben Konstantinápolyban megkoszorúzza a kocsiverseny győztesét, ami a császárok előjoga. Constantius felháborodik pimaszságán. Amikor Gallus Poetovióba (ma Ptuj) ér, letartóztatják, majd kivégzik.
- Libanius, a neves filozófus és szónok Antiochiában nyit retorikai iskolát.

### Kína
- Huan Ven, a Keleti Csin-dinasztia hadvezére megtámadja a nemrég megalakult Korai Csin államot, jelentős hadi sikereket arat és eléri a fővárost, de Korai Csin császára, Fu Csien az élelmiszerkészletek összegyűjtésével visszavonulásra kényszeríti az éhező ellenséges sereget.

## Születések
- november 13. – Hippói Szent Ágoston, püspök, egyházatya, filozófus († 430)
- Pelagius, britanniai teológus, a pelagianizmus alapítója

## Halálozások
- Constantina, I. Constantinus császár lánya
- Constantius Gallus, római politikus

## Fordítás
- Ez a szócikk részben vagy egészben  a(z)   354 című angol Wikipédia-szócikk ezen változatának fordításán alapul.  Az eredeti cikk szerkesztőit annak laptörténete sorolja fel. Ez a jelzés csupán a megfogalmazás eredetét és a szerzői jogokat jelzi, nem szolgál a cikkben szereplő információk forrásmegjelöléseként.